# Lapitiguana impensa
Lapitiguana impensa es una especie género extinto de iguana de Fiji, y único miembro del género Lapitiguana.
Era tan grande como la actual iguana verde (Iguana iguana) llegando a medir hasta 50 centímetros de longitud del hocico al vientre y 1,5 metros de longitud total, mucho mayor que las especies modernas de iguanas de Fiji. El nombre del género de esta iguana se refiere a la cultura Lapita, una antigua cultura de alfareros que habitaban la Polinesia y Micronesia, y que se cree que son los antepasados de la mayoría de las culturas de la Polinesia. "Lapita"  a su vez es una corrupción de "xapeta'a", que significa "cavar un agujero" o "la ubicación donde se excava". . Probablemente se extinguió tras el inicio de la colonización humana de Fiji hace 3000 años.
Todas las especies actuales de iguanas de Fiji se incluyen en el género Brachylophus, así como a una especie extinta de Tonga. Los parientes vivos más cercanos de las iguanas polinesias se encuentran en el continente americano, lo cual las convierte en un enigma biogeográfico.